# Zladovac
Zladovac (cyr. Зладовац) – wieś w Serbii, w okręgu toplickim, w gminie Žitorađa. W 2011 roku liczyła 24 mieszkańców.